# 練馬区立旭丘中学校
練馬区立旭丘中学校（ねりまくりつあさひがおかちゅうがっこう）は東京都練馬区にある区立中学校。2019年(令和元年)5月時点の生徒数は7学級156名（特別支援学級含む）である。

## 沿革
学校教育法の施行にともなって練馬区で開設された中学校13校の1つ。
- 1947年（昭和22年）
  - 5月1日 - 板橋区立練馬東中学校として、東京都立第四商業学校内に開設。
  - 8月1日 - 分区により練馬区が独立。練馬区立練馬東中学校となる。
- 1948年（昭和23年）9月 - 現在地に移転。
- 1951年（昭和26年）
  - 9月1日 - 練馬区立旭丘中学校と校名変更。
  - 12月20日 - 校章制定
- 1952年（昭和27年）
  - 2月20日 - 校旗制定
  - 10月9日 - 校歌（作詞・武島羽衣、作曲・小松耕輔）制定
- 1953年（昭和28年）12月20日 - 校章制定[3]
- 1957年（昭和32年）5月 - 体育館兼講堂落成。
- 1970年（昭和45年）7月 - プール落成。
- 2000年（平成12年）12月20日 - 体育館改修工事完了、保育園分室の設置[4]。
- 2023年（令和5年）8月 - 小中一貫教育化に伴い、旧校舎が解体。仮設校舎に移転。

## 教育目標
1. 心身ともに健康で、思いやりのある生徒
2. 自主的に学び、考え、実行する生徒
3. 地域社会の一員としての自覚と誇りをもつ生徒

## 施設
校舎は北校舎（四階建て・塔屋一階）と南校舎（三階建て・塔屋一階）。体育館と25mプールを併設している。
通常は使用されないが、相撲の土俵が存在する。かつて1952年に相撲部が設立され、しこ名や番付など大相撲そっくりに運営する部活動として話題になったが、1965年に廃部となった。その後は、相撲部の同窓会が少年相撲教室を開くなどして利用されており、1990年代には相撲部が復活したこともある。

## 年間行事
- 運動会
- 文化発表会
- 三年生を送る会・合唱祭
- 臨海学校（1年生・自由参加）
- スキー教室（2年生）
- 修学旅行（3年生）

## 部活動
- バレーボール
- バドミントン
- 野球
- ソフトテニス
- 茶華道
- 吹奏楽
- 囲碁将棋
- 美術
- 演劇

## 特別支援学級
旭丘中学校には特別支援学級D組を併設している。

## 通学区域
学区はおおむね江古田駅以東であり、板橋区、豊島区、中野区と接している。
- 旭丘一丁目
- 旭丘二丁目
- 小竹町一丁目
- 小竹町二丁目

## 進学前小学校
区立中学校選択制度があり区内の遠方から通学している生徒もいるが、学区指定による小学校は以下の通り。※印は小中一貫教育グループの構成校。
- 旭丘小学校(※)
- 小竹小学校(※)

なお本校および旭丘小学校は10年以上にわたって6学級が継続する過小規模校で回復の見込みがないこと、小竹小学校も小規模であること、3校とも建築年数が60年に近く改築が必要であることから、2016年に将来的に3校を統合して小中一貫教育校を新設する方針とした。その後小竹小学校の児童数が回復したことから、まず旭丘小学校と旭丘中学校を改築統合して小中一貫教育校とし、その後小竹小学校の統合について検討する方針となった。

## 学区内の主な施設
- 練馬総合病院
- 日本大学芸術学部
- 江古田駅
- 小竹向原駅

## 交通
- 西武池袋線江古田駅より徒歩5分
- 東京メトロ副都心線・有楽町線小竹向原駅より徒歩15分
- 都営大江戸線新江古田駅より徒歩15分